# Gazit-Globe
Pour les articles homonymes, voir Gazit.
Gazit-Globe est une entreprise israélienne de promotion immobilière, fondée en 1982 et basée à Tel-Aviv.